# Дадли (Англия)
Да́дли (англ. Dudley) — большой город в Англии, в графстве Уэст-Мидлендс, расположен в 6 милях к югу от города Вулверхэмптон и 8 милях к северо-западу от города Бирмингем, а также административный и финансовый центр Столичного округа Дадли.
Крупнейший населённый пункт в Великобритании без своего университета. кроме того, у города никогда не было клуба в Чемпионате Футбольной лиги Англии.

## Население
К переписи 2011 года, Дадли имел население 79 379 человек, с муниципальный районом 312 925.
Дадли является частью агломерации Уэст-Мидлендс.

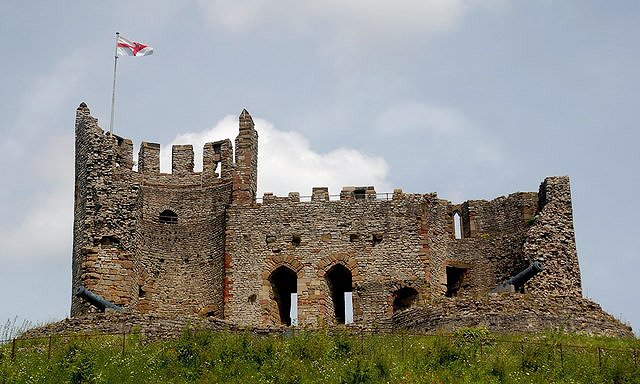
Замок Дадли

## Города-побратимы
- Бремен, Германия
- Форт-Уильям, Шотландия